# Трапецеромбический додекаэдр
Трапецеромби́ческий додека́эдр — многогранник, двойственный трёхскатному прямому бикуполу.
Составлен из 12 граней: 6 равнобоких трапеций и 6 ромбов. Каждая грань окружена двумя трапециедальными и двумя ромбическими; у каждой грани два угла равны {\displaystyle \arccos \,{\frac {1}{3}}\approx 70{,}53^{\circ },} а два других {\displaystyle \arccos \left(-{\frac {1}{3}}\right)\approx 109{,}47^{\circ }.}
Имеет 14 вершин. В 2 вершинах сходятся своими тупыми углами три ромбических грани; в 6 вершинах (расположенных как вершины правильной треугольной призмы) сходятся острыми углами две трапециедальных и две ромбических грани; в остальных 6 (расположенных как вершины другой правильной треугольной призмы) сходятся тупыми углами две трапециедальных и одна ромбическая грани.
У трапецеромбического додекаэдра 24 ребра — 3 «длинных» (служащих большими основаниями трапеций), 18 «средних» (служащих боковыми сторонами трапеций и сторонами ромбов) и 3 «коротких» (служащих малыми основаниями трапеций). Двугранный угол при любом ребре одинаков и равен {\displaystyle 120^{\circ }.}
Трапецеромбический додекаэдр можно получить из ромбододекаэдра, разрезав тот на две части любой плоскостью, пересекающей под прямыми углами шесть его рёбер, и повернув одну из частей на 60° вокруг её оси симметрии. Объём и площадь поверхности при этом не изменятся; вписанная и полувписанная сферы полученного многогранника также совпадают со вписанной и полувписанной сферами исходного ромбододекаэдра.

## Метрические характеристики
Если «средние» рёбра трапецеромбического додекаэдра имеют длину {\displaystyle a}, то его «длинные» рёбра имеют длину {\displaystyle {\frac {4}{3}}\,a,} «короткие» — длину {\displaystyle {\frac {2}{3}}\,a.}
Площадь поверхности и объём многогранника при этом выражаются как
{\displaystyle S=8{\sqrt {2}}\;a^{2}\approx 11{,}3137085a^{2},}
{\displaystyle V={\frac {16{\sqrt {3}}}{9}}\;a^{3}\approx 3{,}0792014a^{3}.}
Радиус вписанной сферы (касающейся всех граней многогранника в их инцентрах) при этом будет равен
{\displaystyle r={\frac {\sqrt {6}}{3}}\;a\approx 0{,}8164966a,}
радиус полувписанной сферы (касающейся всех рёбер) —
{\displaystyle \rho ={\frac {2{\sqrt {2}}}{3}}\;a\approx 0{,}9428090a.}
Описать около трапецеромбического додекаэдра сферу — так, чтобы она проходила через все вершины, — невозможно.
Периметр любой грани будет равен
{\displaystyle P_{\Gamma \mathrm {P} }=4a=4{,}0000000a,}
радиус окружности, вписанной в любую грань —
{\displaystyle r_{\Gamma \mathrm {P} }={\sqrt {\rho ^{2}-r^{2}}}={\frac {\sqrt {2}}{3}}\;a\approx 0{,}4714045a,}
площадь любой грани —
{\displaystyle S_{\Gamma \mathrm {P} }={\frac {P_{\Gamma \mathrm {P} }}{2}}\,r_{\Gamma \mathrm {P} }={\frac {2{\sqrt {2}}}{3}}\;a^{2}\approx 0{,}9428090a^{2}.}

## Заполнение пространства
С помощью трапецеромбических додекаэдров можно замостить трёхмерное пространство без промежутков и наложений.

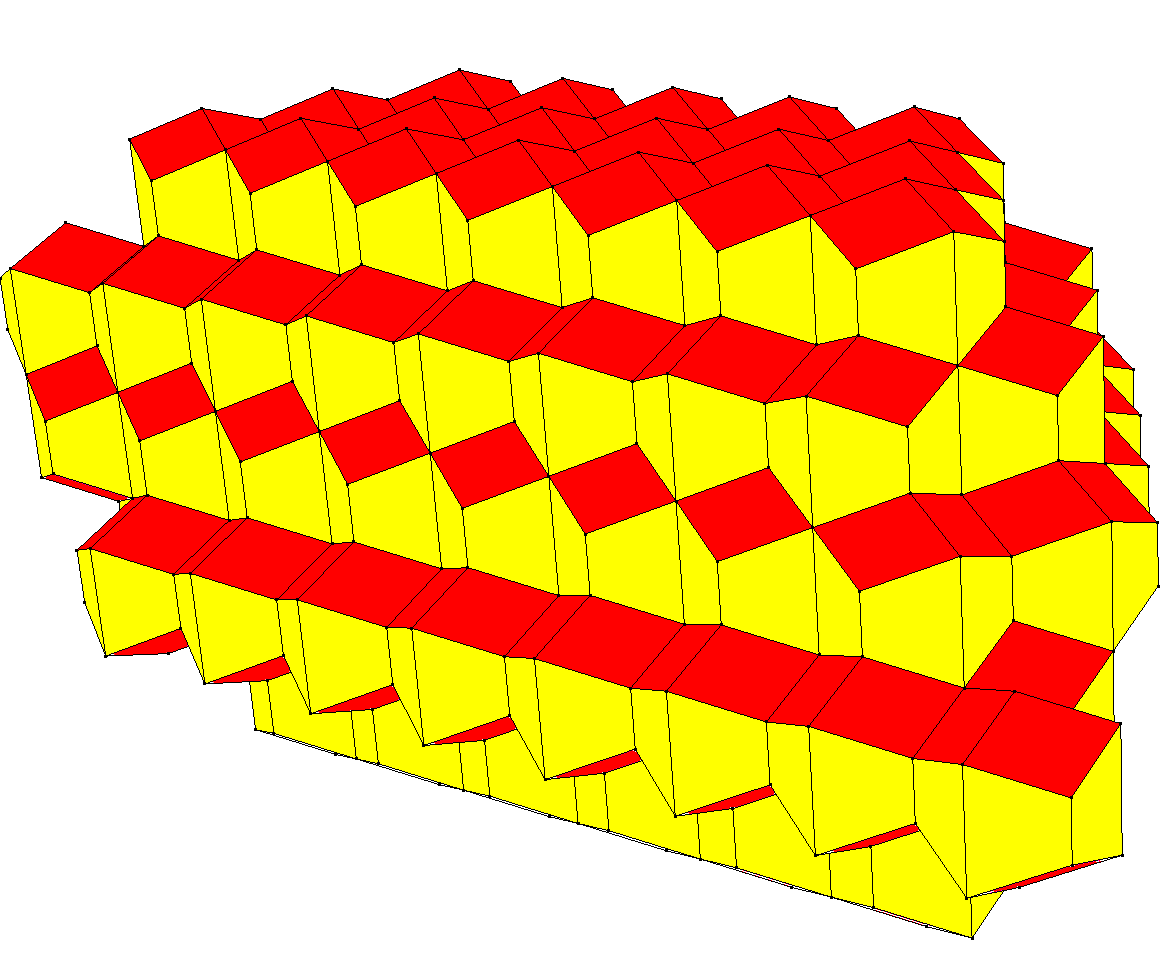
Фрагмент заполнения
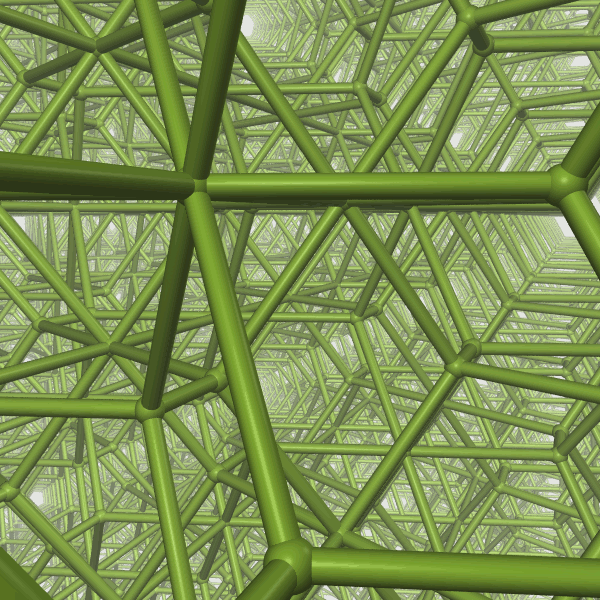
Рёберная модель

Данное заполнение является диаграммой Вороного для центров одинаковых сфер в шестиугольной плотной упаковке (ГП).